# 미국 전략사령부
미국 전략사령부(United States Strategic Command, USSTRATCOM 또는 STRATCOM)는 미국 국방부의 통합전투사령부 중 하나이다.

## 임무
정찰위성 운용과 같은 우주 공간 작전, 정보전과 같은 정보 작전, 미사일 방어, 전세계적 지휘통제, 첩보, 감시, 정찰(C4ISR), 핵무기 등의 전세계적 타격 및 전략적 억제, 대량살상무기 운용 등이다.

## 역사
1992년 6월 1일, 미국의 대통령 조지 H. W. 부시는 전략공군사령부와 세계 정치 변화에 따라 이제는 필요없어진 과거 냉전 시대의 군사 조직들을 통합하여 미국 전략사령부를 창설하였다. 이 사령부는 전략 무기의 계획, 겨냥 및 전시의 전략 무기 사용을 한 사령관의 지휘 아래로 통합한다. 일상적인 훈련, 준비, 유지보수의 의무는 미국 공군과 미국 해군이 가지고 있다.
2002년 핵 태세 검토 보고서에 따라, 공격적인 핵 대응에 전적으로 의존하는 냉전시대의 시스템은 수정되었다. 2002년 러시아 모스크바에서 열린 미국의 대통령 조지 W. 부시와 러시아의 대통령 블라디미르 푸틴의 정상회담에서 두 정상은 2012년까지 각국이 작전 배치한 전략 핵무기를 1,700기씩 감축하기로 한 것보다 500기씩 더 감축하여 총 2,200기씩 감축하기로 하는 협정을 체결하였다.
10월 1일, 부시 행정부에서 비용을 절감할 목적으로 전략사령부에 미국 우주사령부가 병합되면서 JTF-컴퓨터네트워크작전(JTF-CNO)가 전속하였다. 이 조직에 2003년에 네트워크 공격 임무가 추가되어 2004년에 JTF-지구권네트워크작전(JTF-GNO)로 개명되었다. 계속해서 발전하여 2005년 1월에 네트워크전 합동기능구성군사령부(JFCC-NW)로 전속하였다.
2006년 7월 19일, 우주지구권타격합동기능구성사령관(JFCC SGS)의 기능이 쪼개져 지구권타격융화합동기능구성사령관(JFCC GSI)과 우주합동기능구성사령관(JFCC SPACE)으로 조직이 나뉘었다.
10월, 미국 공군이 사이버사령부의 창설 계획을 세우고, 2007년부터 2008년 10월 6일까지 시범적으로 운영하였다. 4년 뒤, 2010년 5월 21일에 열번째 통합전투사령부인 "미국 사이버사령부"가 설립되고 전략사령부의 사이버전 운영기능을 이양받았다. 그 결과로 10월 31일에 JTF-지구권네트워크작전, 네트워크전 합동기능구성군사령부가 폐지되었다.
2009년 8월 7일, 전략공군사령부를 재편성한 공군지구권타격사령부가 설립되어, 공군측 전략사령부의 근무구성군으로 지정되었다.
2019년 8월 29일, 미국 우주사령부가 재창설되었다.  우주에 관련된 임무와 기능이 모두 이양되면서, 합동전력우주구성군사령관이 폐지되었다.

## 조직

### 기능 구성군
- 합동전력항공구성군사령관(JFACC), 루이지애나주 박스데일 공군기지
- 통합미사일방어 합동기능구성군사령관(JFCC-IMD), 콜로라도주 슈리버 공군기지
- 합동기능해양구성군사령관(JFMCC), 버지니아주 노퍽 해군기지

### 근무 구성군
- 미국 육군 우주미사일방어사령부/육군전략사령부(SMDC/ARSTRAT)
- 미국 해군 함대전력사령부(FLTFORCOM)
- 미국 공군 지구권타격사령부(AFGSC)
- 미국 해병대 전략사령부(MARSTRATCOM)

## 역대 사령관
| 순번 | 사진 | 군종/계급   | 성명                                     | 취임일                             | 이임일           |
| ---- | ---- | ----------- | ---------------------------------------- | ---------------------------------- | ---------------- |
| 1.   |      | 공군 대장   | George L. Butler 조지 L. 버틀러          | 1992년 6월 1일                     | 1994년 2월 14일  |
| 2.   |      | 해군 대장   | Henry G. Chiles, Jr. 헨리 G. 차일즈      | 1994년 2월 14일                    | 1996년 2월 21일  |
| 3.   |      | 공군 대장   | Eugene E. Habiger 유진 E. 해비거         | 1996년 2월 21일                    | 1998년 8월 1일   |
| 4.   |      | 해군 대장   | Richard W. Mies 리처드 W. 미스           | 1998년 8월 1일                     | 2002년           |
| 5.   |      | 해군 대장   | James O. Ellis, Jr. 제임스 O. 엘리스 Jr. | 2002년                             | 2004년 7월 9일   |
| 6.   |      | 해병대 대장 | James E. Cartwright 제임스 E. 카트라이트 | 2004년 7월 9일(대행) 9월 1일(정식) | 2007년 8월 10일  |
| 대행 |      | 공군 중장   | C. Robert Kehler C. 로버트 켈러          | 2007년 8월 10일                    | 2007년 10월 3일  |
| 7.   |      | 공군 대장   | Kevin P. Chilton 케빈 P. 칠튼            | 2007년 10월 3일                    | 2011년 1월 28일  |
| 8.   |      | 공군 대장   | C. Robert Kehler C. 로버트 켈러          | 2011년 1월 28일                    | 2013년 11월 15일 |
| 9.   |      | 해군 대장   | Cecil D. Haney 세실 D. 하니              | 2013년 11월 15일                   | 2016년 11월 3일  |
| 10.  |      | 공군 대장   | John E. Hyten 존 E. 하이튼               | 2016년 11월 3일                    | 2019년 11월 18일 |
| 11.  |      | 해군 ADM    | Charles A. Richard 찰스 A. 리처드        | 2019년 11월 18일                   | 임기중           |

## 같이 보기
- 신형 중거리 탄도 미사일

## 참고
1. ↑  Mehta, Aaron (2019년 8월 20일). “Space Command to launch Aug. 29”. 《Defense News》 (영어). 2019년 9월 3일에 확인함.